# Атом (геральдика)

Прапор МАГАТЕ

Символ атома використовується у геральдиці з 1955 р.. Зазвичай атом зображується згідно спрощеному графічному малюнку моделі Бора-Резерфорда — у вигляді схрещених орбіт електронів з точкою ядра посередині. Він може символізувати атомну енергетику,  ядерну зброю, фізику (частіше ядерну), науку і науково-технічний прогрес. Герби з атомами найчастіше створювалися в Радянському Союзі в 1970-1980-ті роки. Художникам звичайно важко вдавалося представити ідею за допомогою цього символу. Хоча символ використовується понад 50 років, навіть на початку ХХІ століття деякі геральдисти вважають його дуже новим.

## Герби із зображенням атома

### Казахстан
- Актау[5]
- Курчатов

### Німеччина
- Гундреммінген
- Карлштайн-на-Майні

### Росія

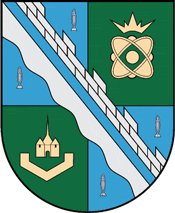
Герб Соснового Бору: Золота «енергетична корона» над атомним символом означає енергію мирного атома і Ленінградську атомну електростанцію як первенця серед гігантів атомної енергетики

- Дубна[6]
- Єкатеринбург з 1973 по 1995 роки[7]
- Новосибірськ з 1970 по 1993 роки
- Серпухов с 1967 по 1992 роки[8]

### Угорщина
- Пакш

### Україна
- Вараш
- Жовті Води[9]
- Прип'ять
- Суми з 1972 по 1991 роки (офіційно затверджений не був)[10]
- Харків з 1968 по 1995 роки (основна стаття)
- Харківська область[11]
- Южноукраїнськ

### Франція
- Сен-Вюльба[12]

## Приклади використання

Герб Жовтих Вод
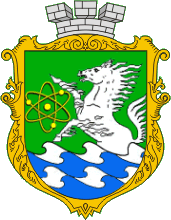
Герб Южноукраїнська
Герб Вараша
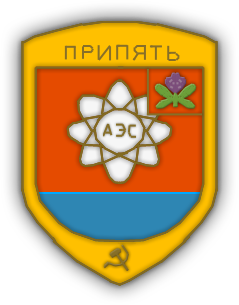
Герб міста Прип'ять радянського періоду
Актау
Пакш
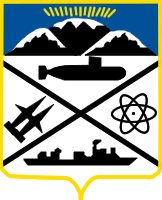
Оленья Губа (Мурманська обл.)
Сакле

## Ресурси Інтернету
- Вікісховище має мультимедійні дані за темою: Атом (геральдика)

## Виноски
1. 1 2  Похлёбкин В. Словарь международной символики и эмблематики — электронная библиотека культуры. Архів оригіналу за 2 квітня 2015. Процитовано 17 квітня 2015.
2. ↑  Геральдическая палата Алексей Руденко & Компаньоны. Архів оригіналу за 10 липня 2011. Процитовано 17 квітня 2015. [Архівовано 2011-07-10 у Wayback Machine.]
3. ↑  Продолжение § 2.7 Квантовая теория строения атома. Архів оригіналу за 24 червня 2015. Процитовано 17 квітня 2015.
4. ↑  Что думают о гербах Щуки… :: Щукино и Хорошево-Мневники :: Публикации :: «Мой район», Москва. Архів оригіналу за 13 травня 2009. Процитовано 17 квітня 2015.
5. ↑  Геральдика.ру. Герб міста Актау (Шевченко, 1973 р.). Архів оригіналу за 20 вересня 2015. Процитовано 17 квітня 2015.
6. ↑  Dubna.RU • Символіка: Герб міста Дубна. Архів оригіналу за 10 жовтня 2010. Процитовано 17 квітня 2015. [Архівовано 2010-10-10 у Wayback Machine.]
7. ↑  Герб и флаг Екатеринбурга — История и изображения герба и флага Екатеринбурга — Официальный портал Екатеринбурга. Архів оригіналу за 13 квітня 2012. Процитовано 17 квітня 2015.
8. ↑  Серпухов. Сайт міста. Архів оригіналу за 4 червня 2009. Процитовано 17 квітня 2015. {{cite web}}: Текст «Офіційна частина — Історія герба Серпухова» проігноровано (довідка) [Архівовано 2009-06-04 у Wayback Machine.]
9. ↑  Герб Жовтих Вод (Україна). Архів оригіналу за 26 червня 2014. Процитовано 17 квітня 2015. [Архівовано 2014-06-26 у Wayback Machine.]
10. ↑  Сумська область. м. Суми. Герб Сумської області і м. Суми. Архів оригіналу за 17 квітня 2015. Процитовано 17 квітня 2015.
11. ↑  - Харківська обласна державна адміністрація. Архів оригіналу за 23 травня 2010. Процитовано 17 квітня 2015.
12. ↑  net.net — The first domain name on the Internet! (PDF). Архів оригіналу (PDF) за 17 квітня 2015. Процитовано 17 квітня 2015.